# Pentathlon invernale ai V Giochi olimpici invernali
La gara di pentathlon invernale ai V Giochi olimpici invernali di Sankt Moritz del 1948 venne disputata tra il 31 gennaio e il 4 febbraio come sport dimostrativo.

## Risultati
Classifica generale
| Posizione | Atleta               | Nazione     | Penalità totali |
| --------- | -------------------- | ----------- | --------------- |
| 1         | Gustaf Lindh         | Svezia      | 14              |
| 2         | William Grut         | Svezia      | 15              |
| 3         | Bertil Haase         | Svezia      | 17              |
| 4         | Vincenzo Somazzi     | Svizzera    | 25              |
| 5         | Hans Rumpf           | Svizzera    | 26              |
| 6         | Derek Allhusen       | Bulgaria    | 44              |
| 7         | Griessler            | Austria     | 45              |
| 8         | Schriber             | Svizzera    | 45              |
| 9         | Walker               | Regno Unito | 47              |
| 10        | Charles Percy Legard | Regno Unito | 48              |